# Хант, Николь
Николь Хант (англ. Nicole Hunt; род. 15 октября 1988 года в Варрнамбуле, Виктория, Австралия) — австралийская профессиональная баскетболистка, выступавшая в женской национальной баскетбольной лиге. Играла на позиции разыгрывающего защитника. Лучший новичок женской НБЛ (2008).
В составе национальной сборной Австралии стала победительницей чемпионата Океании 2011 года в Австралии, а также завоевала бронзовые медали летней Универсиады 2011 года в Шэньчжэне, кроме того принимала участие на чемпионате мира среди девушек до 19 лет 2007 года в Братиславе.

## Ранние годы
Николь Хант родилась 15 октября 1988 года в городе Варрнамбул (штат Виктория), у неё есть младшие брат и сестра.